# Maria-Rosenkranz-Kirche (Frankfurt-Seckbach)

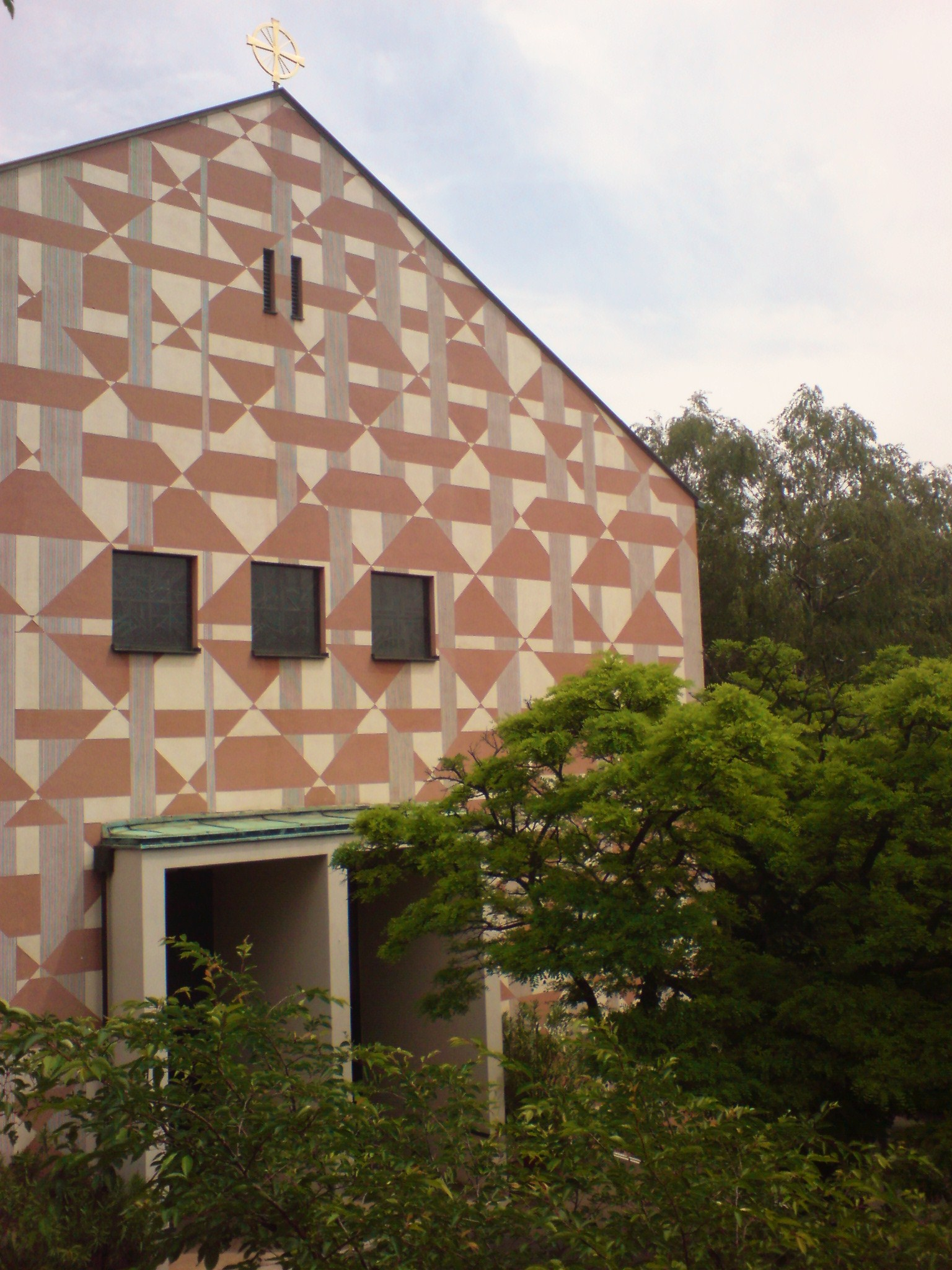
Frontseite der Maria Rosenkranz-Kirche in Frankfurt-Seckbach

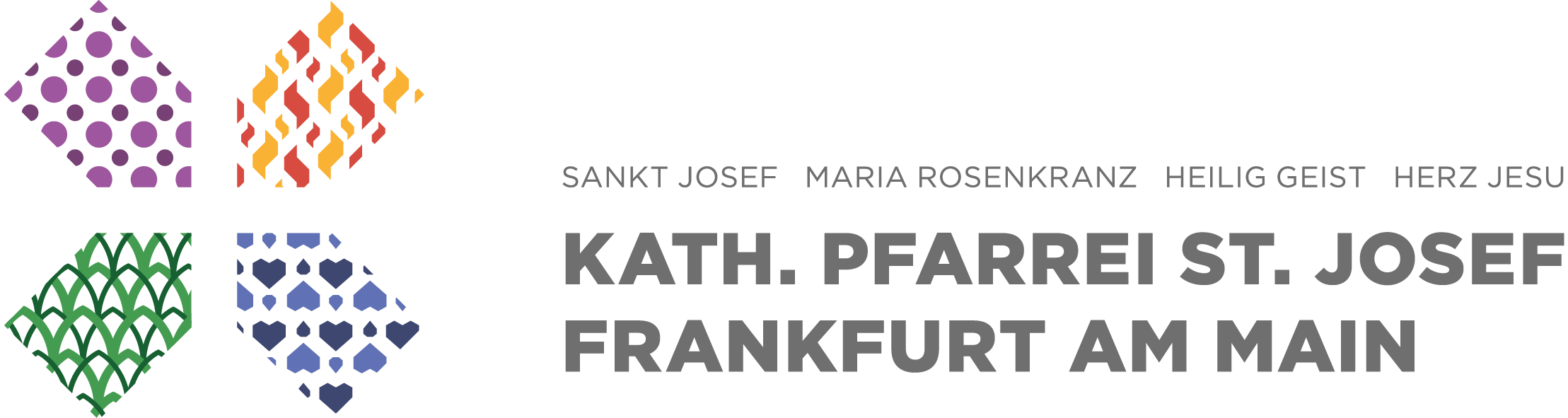
Logo der Gesamtpfarrei

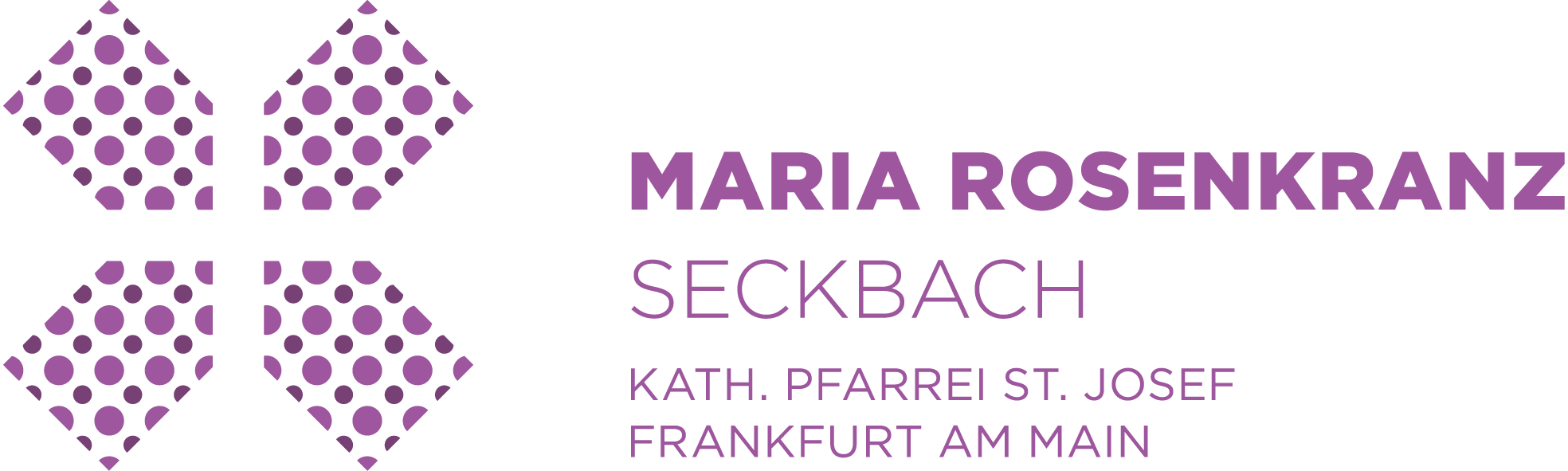
Logo des Kirchortes

Die Maria-Rosenkranz-Kirche in Frankfurt am Main ist die römisch-katholische Kirche des Stadtteils Seckbach. Sie befindet sich in der Wilhelmshöher Straße, Durchgangsstraße zwischen den Stadtteilen Bornheim und Bergen-Enkheim. Sie ist seit dem 1. Januar 2015 als Kirchort Maria Rosenkranz Seckbach Teil der katholischen Pfarrei neuen Typs St. Josef Frankfurt am Main zu der drei weitere Kirchen als Kirchorte gehören und in der darüber hinaus zwei Profilkirchen des Bistums Limburg liegen, die auch Filialkirchen der Pfarrgemeinde sind.

## Geschichte

### Katholiken im Ort
Im Mittelalter nutzten die Seckbacher Katholiken die 1170 erstmals erwähnte Bergkirche St. Elisabeth, die im ausgegangenen Ort Kirchberg stand, zwischen Bergen und Seckbach südlich der Wilhelmshöher Straße, gegenüber den heutigen Schulen des Deutschen Buchhandels. Archäologen fanden innerhalb ihrer Grundmauern die Relikte einer früheren kleineren Kirche. Beide waren auf den Resten eines römischen Heiligtums errichtet worden. Seit der Reformation war der ländlich geprägte Dorf überwiegend protestantisch. 1550 wurde in Seckbach, das zu dieser Zeit als Reichsdomäne zu Frankfurt gehörte, der reformierte Glaube eingeführt.
Katholiken kamen erst wieder gegen Ende des 19. Jahrhunderts in die Landgemeinde Seckbach, meist als Dienstboten (Mägde und Knechte). Damals war nach Eckenheim gepfarrt. Adam Schmitz und Ambrosius Schmitt gründen 1897 den katholischen Männer- und Arbeiterverein Seckbach. Dieser gilt als Keimzelle der heutigen katholischen Kirchengemeinde in Seckbach. Für die wenigen Katholiken im Ort fand der Gottesdienst zunächst in der Werkstatt des Wagnermeisters Fink in der Triebstraße 2 (seit 1977: Im Trieb) statt. In der ab 1896 errichteten Wohnsiedlung Im Heimgarten erwarb die katholische Gemeinde 1902 das Haus des evangelischen Pfarrers Neff. In dessen Erdgeschoss wurden eine kleine katholische Kapelle und eine Sakristei eingerichtet. Den ersten Gottesdienst hielt Pfarrvikar Günther. Weil 1905 die Trambahn-Linie 22 von Frankfurt nach Seckbach eröffnet wurde, zogen immer mehr Menschen in den am 1. Juli 1900 eingemeindeten Stadtteil, darunter natürlich auch Katholiken. Erste Pläne für den Bau einer eigenen katholischen Kirche kamen 1912 auf; als Standort war das Wohnviertel Im Heimgarten vorgesehen.
Im Zuge neu errichteter Seckbacher Wohnsiedlungen wie der Siedlung An der Festeburg (1932) und der Siedlung Gelastraße (1936) konnte die kleine Kapelle die stetig wachsende Zahl der Katholiken Seckbachs nicht mehr aufnehmen. Die Gemeinde wurde 1944 aus der Diözese Fulda ausgegliedert und der Diözese Limburg übertragen. Nach dem Zweiten Weltkrieg und dem Bau der Siedlung für Heimatvertriebene in der Zentgrafenstraße (1949) kamen erneut viele Katholiken nach Seckbach.

### Ein eigenes Kirchengebäude entsteht
Nach dem Zweiten Weltkrieg entstanden eine Reihe neuer Kirchenbauten in Frankfurt. Der damalige Pfarrvikar Benner engagierte sich stark für den Bau einer Kirche in Seckbach, wozu 1949 ein Grundstück erworben werden konnte. Die Planungen hatte man den in Kirchenbauten renommierten Frankfurter Architekten Heinrich Horvatin und Carl Rummel übertragen. Der erste Spatenstich für den Bau der Kirche Maria Rosenkranz erfolgte am 16. Dezember 1951 oberhalb der Wilhelmshöher Straße am damals noch unbebauten Atzelberg. Am 19. Oktober 1952 wurde der Grundstein gelegt. Die Konsekration von Kirche und Altar fand am 27. September 1953 durch den Weihbischof Walther Kampe statt. Am Nachmittag desselben Tages wurde das Allerheiligste in einer feierlichen Prozession von der bisherigen Kapelle in die neue Kirche Maria Rosenkranz überführt.

### Weitere Gemeindeeinrichtungen und Nutzung des Gotteshauses
Am 1. April 1961 wurde die einstige Pfarrvikarie eigenständige Gemeinde. Nun entstand die Frage, ob eher der in den Entwürfen vorgesehene Kirchturm errichtet werden soll oder ob ein Kindergarten mit Pfarrheim zu bauen sind. Die Kirchenleitung gab der Kindereinrichtung den Vorrang, für die Ende Juni 1961 das Richtfest gefeiert werden konnte. Am 31. Mai 1962 wurden die beiden Gebäude durch Dekan Nilges geweiht. Schwester Friedburga übernahm die Leitung des Kindergartens.
Am 2. Juli 1966 fanden in der Maria-Rosenkranz-Kirche die Priesterweihen von acht Diakonen statt. Auch ein Seckbacher aus der Zentgrafensiedlung war dabei. Die Anzahl der Gemeindeglieder erhöhte sich mit dem Bau der Siedlung am Atzelberg Ende der 1960er/Anfang der 1970er Jahre und der Siedlung Am Kappelgarten Mitte der 1970er Jahre auf rund 3.400 Katholiken.
Seit vielen Jahren verbindet die Maria-Rosenkranz-Gemeinde in Seckbach eine Freundschaft und rege Zusammenarbeit mit der evangelischen Seckbacher Mariengemeinde. Mehrmals im Jahr feiern die Gemeinden ihren Gottesdienst ökumenisch. Der ökumenische Kirchenchor besteht aus rund 30 Sängerinnen und Sängern, die gemeinsam Konzerte und Gottesdienste mitgestalten.
Gemeinsam mit ihrer Nachbargemeinde St. Josef in Bornheim, die aus der alten St. Josefs-Gemeinde und den Gemeinden Heilig-Kreuz in Bornheim und St. Michael im Nordend 2007 entstanden war, bildet die neue Maria Rosenkranz-Gemeinde bis zum 31. Dezember 2011 den Pastoralen Raum Frankfurt-Bornheim, in dem eine stärkere Zusammenarbeit als vorher stattfand. Mit der St. Josef-Gemeinde teilte sie sich auch bereits vorher den Gemeindepfarrer. Zum 1. Januar 2012 wurden die Pastoralen Räume in Frankfurt neu gegliedert und aus den beiden Pastoralen Räumen Frankfurt-Bornheim mit den Pfarreien St. Josef-Bornheim und Maria Rosenkranz in Seckbach und Frankfurt-Ost mit den beiden Pfarreien Heilig Geist im Riederwald und Herz-Jesu in Fechenheim wurde ein neuer Pastoraler Raum mit der Bezeichnung Frankfurt-Ost geschaffen. Dieser bestand bis zum 31. Dezember 2014.
Zum 1. Januar 2015 wurde aus den vier Pfarreien des Pastoralen Raumes Frankfurt-Ost St. Josef in Bornheim, Maria Rosenkranz in Seckbach, Heilig-Geist im Riederwald und Herz-Jesu in Fechenheim eine „Pfarrei neuen Typs“ unter dem Namen St. Josef Frankfurt am Main mit den Kirchorten Sankt Josef Bornheim, Maria Rosenkranz Seckbach, Heilig Geist Riederwald und Herz Jesu Fechenheim geschaffen. Dazu gehört die Zentralisierung bestimmter Aufgaben, wie des Pfarrsekretariats. Die Pfarrei hatte dann ca. 16.500 Mitglieder.
Das neue Logo der Pfarrei neuen Typs besteht aus einem X-förmigen Kreuz, das die vier individuellen Kirchorte aus verschiedenen geographischen Richtungen symbolisiert. Jedes der vier Elemente steht für einen der Kirchorte. Das Element für den Kirchort Sankt Josef Bornheim besteht aus einer grünen gotischen Deckenstruktur, das für Maria Rosenkranz Seckbach aus lilafarbenen Perlen, das für Heilig Geist Riederwald gelben und roten Flammen und das für Herz Jesu Fechenheim aus blauen Herzen und Tropfen. Jeder Kirchort hat zudem ein eigenes Logo, das aus vier gleichen Elementen besteht.

## Architektur und Ausstattung

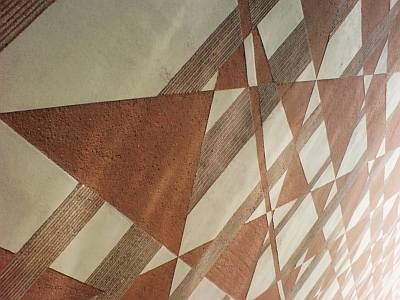
Charakteristische Fassadenstruktur an der der Wilhelmshöher Straße zugewandten Seitenwand der Kirche

Ein ursprünglich geplanter quadratischer hoher Glockenturm mit einer großen Turmuhr an jeder Seite konnte aus Kostengründen nicht realisiert werden. Er sollte zur Linken vor dem Eingang zur Kirche errichtet und durch einen großzügig verglasten Gebäudetrakt mit dem Kirchenschiff verbunden werden. 1969 genehmigte das zuständige Kirchenamt den Bau eines Kirchturmes. Der vom Bistum Limburg ab 1. Januar 1971 verhängte generelle Baustopp für Kirchtürme verhinderte jedoch entsprechende Aktivitäten. So besitzt der Sakralbau bis heute keinen Kirchturm.
Die Frontfassade des Kirchenschiffes und die der Wilhelmshöher Straße zugewandte Seitenwand sind mit einer vollflächigen zweifarbigen Wandmalerei ausgestattet, die an ein Mosaik erinnert. Es stellt Figuren, Gerade und Diagonale dar, die sich zu christlichem Kreuz und Kelch zusammenfügen.
Die im 1953 ursprünglich installierte Orgel der Firma Kemper Orgelbau stammte aus dem Musiksalon der Gräfin Bertha von Sierstorpff auf der Eltviller Aue. Diese wurde 1977 durch eine neue Orgel ersetzt.